# Szlomiszki
Szlomiszki (lit. Šliaumiškės; pol. hist. Szłoumiszki) – kolonia na Litwie, w okręgu wileńskim, w rejonie wileńskim, w gminie Niemenczyn.

## Historia
W dwudziestoleciu międzywojennym dwa zaścianki leżące w Polsce, w województwie wileńskim, w powiecie wileńsko-trockim, w gminie Podbrzezie. W 1931 miejscowość liczyła:
- Szlomiszki I – 11 mieszkańców, zamieszkałych w 2 budynkach,
- Szlomiszki II – 16 mieszkańców, zamieszkałych w 3 budynkach[1].

Po II wojnie światowej w granicach Związku Sowieckiego. Od 1991 na niepodległej Litwie.